# Ащебутак (Соль-Илецкий район)
Ащебута́к — село в Соль-Илецком городском округе Оренбургской области России. До 2016 года входило в упразднённый Красномаякский сельсовет.

## География
Населённый пункт расположен на малой реке под названием Ащибутак (левый приток Донгуза, бассейн Урала).
Расстояние до райцентра Соль-Илецка — 28 км, до областной столицы Оренбурга — 44 км.

## Население
| 2010 |
| ---- |
| 700  |